# Siegfried Seifert (Theologe)
Siegfried Seifert (* 26. Februar 1936 in Dresden; † 28. Juli 2013 in Bautzen) war ein deutscher Theologe, Kirchenarchivar und -historiker.

## Leben
Er stammte aus einer alteingesessenen Dresdener Kaufmannsfamilie, die beim Bombenangriff am 13. Februar 1945 ausgebombt wurde und danach Zuflucht in Satzung im mittleren Erzgebirge fand. Siegfried Seifert schloss in Satzung die Volksschule ab und ging 1950 an die Oberschule nach Marienberg, an der er 1954 das Abitur ablegte. Anschließend studierte er Evangelische Theologie in Leipzig, wo er das Staatsexamen ablegte und dann zu seiner Vikariatsausbildung überging. 1962 wurde er bei Franz Lau zum Dr. theol. promoviert. Das Thema seiner Doktorarbeit lautete Niedergang und Wiederaufstieg der katholischen Kirche in Sachsen 1517–1773 und erschien 1964 in Leipzig in Druck.
Seine Forschungen zur katholischen Kirche führten bei ihm letztendlich dazu, dass er 1963 zum Katholizismus konvertierte. Dadurch konnte er sein ursprüngliches Berufsziel, evangelischer Pfarrer zu werden, nicht verwirklichen. Er wurde deshalb beim Bistum Meißen angestellt und mit kirchenhistorischen Aufgaben in Vorbereitung des 1000-jährigen Bistumsjubiläums 1968 betraut. Ab 1964 übernahm er zudem die Betreuung des Bistumsarchivs. 1971 wurde er außerdem Leiter der Archiv- und Bibliotheksverwaltung des Domstifts Meißen und des Bischöflichen Ordinariats. Zusätzlich wurde ihm 1975 das Amt des Kustos für das Domkapitel St. Petri in Bautzen und 1985 die Leitung der Domschatzkammer übertragen.
Als 1980 der Bistumssitz von Bautzen nach Dresden verlegt wurde, ging er dauerhaft an das Domstift nach Bautzen.
Als Mitglied des Verbandes deutscher Archivare e. V. (heute: Verband deutscher Archivarinnen und Archivare e. V.) war er von 1993 bis 1997 Vertreter der Fachgruppe 3 (Kirchliche Archive) im Landesvorstand Sachsen.
Die Stadt Bautzen verlieh ihm 2002 ihre Ehrenbürgerwürde.
Sein Grab befindet sich auf dem Trinitatisfriedhof in Dresden-Johannstadt.

## Schriften (Auswahl)
- Wallfahrtskirche Rosenthal. Regensburg 1999, ISBN 3-7954-6185-5.
- Niedergang und Wiederaufstieg der katholischen Kirche in Sachsen 1517–1773 (= Studien zur katholischen Bistums- und Klostergeschichte Bd. 6). Leipzig 1964.
- (mit Willi Rittenbach) Geschichte der Bischöfe von Meissen 968–1581 (= Studien zur katholischen Bistums- und Klostergeschichte. Bd. 8). Leipzig 1965.
- mit Heinrich Magirius: Kloster St. Marienstern. St. Benno, Leipzig, 2. Aufl. 1982.
- mit Christine Seele und Jürgen Matschie: Bautzen und seine Kirchen. Ein kleiner ökumenischer Kirchenführer. Leipzig 1996, ISBN 3-7462-1118-2.